# Foissac (Gard)
Foissac település Franciaországban, Gard megyében. Lakosainak száma 449 fő (2022. január 1.). Foissac Aigaliers, Baron, Collorgues és Serviers-et-Labaume községekkel határos.

## Népesség
A település népességének változása:
| Lakosok száma | 130  | 183  | 223  | 334  | 418  | 412  | 423  | 438  | 446  | 449  |
|               | 1968 | 1982 | 1990 | 2006 | 2013 | 2015 | 2017 | 2019 | 2020 | 2022 |